# Yumu Kudo
Yumu Kudo (工藤 由夢 Kudo Yumu?), född 6 juni 1990 i Kanagawa prefektur, är en japansk fotbollsspelare.
Kudo började sin karriär 2011 i YSCC Yokohama. Han spelade 26 ligamatcher för klubben. Han avslutade karriären 2016.